# Lípa u Lužného
Lípa u Lužného je památný strom lípa velkolistá (Tilia platyphyllos) v Lužném, části obce Perštejn v okrese Chomutov v Ústeckém kraji. Strom roste v malém remízku při okraji pastvin západně od osady, mezi silnicí I/13 a levým břehem Ohře.
Hustá koruna stromu sahá do výšky 18 m, obvod kmene měří 326 cm (měření 2009). V roce 2009 bylo odhadováno stáří stromu na 150 let. Strom je chráněn od roku 1989 jako esteticky zajímavý strom, krajinná dominanta a strom s výrazným vzrůstem.

## Stromy v okolí
- Lípa v Černýši
- Dub u osady Černýš
- Lípy u kapličky v Ondřejově
- Lípa v Ondřejově